# Cruckton
Cruckton – wieś w Anglii, w hrabstwie Shropshire. Leży 7 km na zachód od miasta Shrewsbury i 228 km na północny zachód od Londynu.